# Фіно-угорське товариство
Фіно-угорське товариство (фін. Suomalais-Ugrilainen Seura) — міжнародне наукове товариство, одне з найбільших у Фінляндії. 

## Історія
Засноване 1883 року в Гельсінкі з ініціативи вчених Отто Доннера, Ю. Аспеліна, А. Алквіста, Е. Льоннрота, З. Топеліуса та інших представників фінської інтелігенції.  
Наприкінці 2006 року Товариство нараховувало близько 800 членів, поділених на постійних членів, почесних членів та жертводавців. Товариство проводить свої збори в Гельсінкі в Будинку науки кожної третьої п’ятниці місяця о 18:15. Щомісячні зустрічі складаються з презентації про дослідницьку сферу Товариства та загальних запитань. Товариство також надає дві стипендії щороку. Щорічна зустріч відбудеться в день народження М.А. Кастрена. У 2010 році Товариство очолила Улла-Майя Форсберг, професор фінно-угорських досліджень університету Гельсінкі. 

## Мета і завдання
Фіно-угорське товариство (ФУТ) сприяє науковому вивченню фіно-угорських і самодійських народів, перш за все в галузі мовознавства, етнографії, передісторії та історії. ФУТ організовує і фінансує експедиції фінських вчених з вивчення мов і культур уральських, а також алтайських народів, забезпечує зберігання, обробку і підготовку до публікації зібраних матеріалів, веде інтенсивну видавничу діяльність, проводить наукові семінари та конференції.

## Видавнича справа
Провідний напрямок роботи Товариства. ФУТ видає кілька наукових серій, найстарішою з яких є монографічна серія "Видання Фіно-Угорського товариства" (Mémoires de la Société Finno-Ougrienne, 258 томів), що виходить з 1890 року. Інші публікації включають Lexica Societatis Fenno-Ugricae, Finnisch-Ugrische Forschungen (59 томів) та "Журнал Фіно-Угорського товариства" (Journal de la Société Finno-Ougrienne, 92 томи). Крім того, Товариство видає серію Посібників з вивчення фіно-угорських мов (Hilfsmittel für das Studium der Finnisch-Ugrischen Sprachen) та низку етнографічних публікацій (Travaux ethnographiques de la Société Finno-Ougrienne). Наразі Товариство видає близько десятка наукових праць щороку.

## Стипендіальні програми
До лав Товариство належало багато класиків фіно-угорської та алтайської лінгвістики, серед яких Арттурі Канністо, Кай Доннер, Г. Дж. Рамстедт і Гейкі Паасонен. Сприяння у виданні наукових досліджень вчених було провідною діяльністю Товариства протягом усього XX ст. і є фундаментом міжнародної фіно-угорської порівняльної лінгвістики та етнології. Лютнева революція 1917 р. перервала поїздки фінських вчених до Росії, однак крах СРСР відновив цю традицію — окремі члени Товариства знову відвідують РФ з метою дослідження культури, побуту, традицій та звичаїв фіно-угорських народів в нових обставинах.
Товариство зберігає значний науковий архів, який передано до Національного архіву Фінляндії. Архів досліджень складається з лінгвістичного та етнографічного матеріалу, зібраного фіно-угористами в Росії.

## Етнографічні експедиції Товариства 1884-1914 рр.

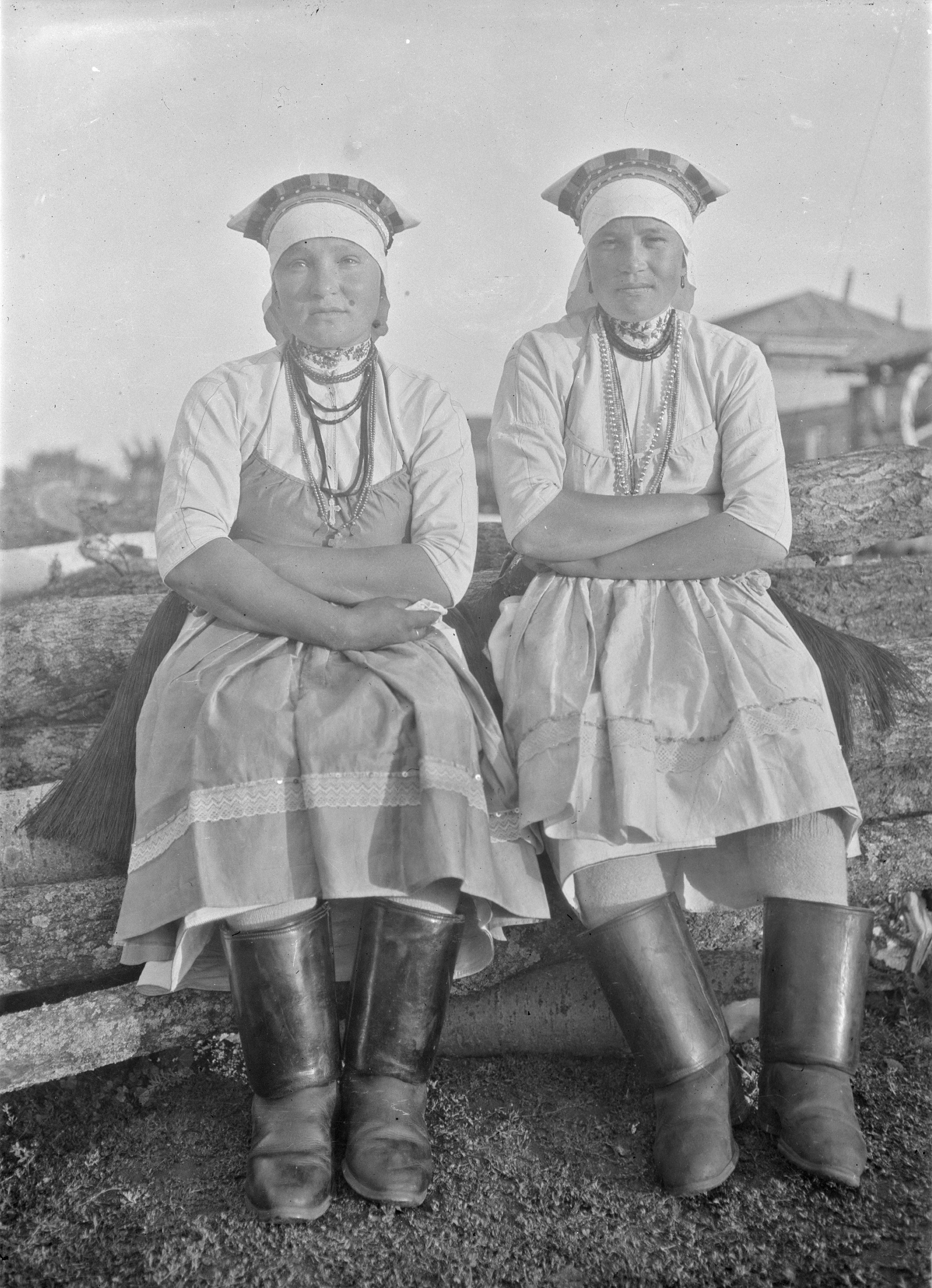
Дві ерзянки — дружини солдатів, які перебувають на службі в Російській імператорській армії. Село Середньовка Бугурусланського пов. Самарської губ. Фото зроблене Армасом Вяйсененом під час експедиції в Поволжя — 1914 р.

Перелік етнографічних експедицій, профінансованих ФУТ у 1884-1914 рр. за науковими напрямками:
- Народи Поволжя

Аксель Олай Гейкель — 1883, 1884, 1885 та 1897 рр., етнографічні дослідження.
- Ерзя та мокша

Гейккі Паасонен  — 1888–1889 рр. 
Арвід Ґенетц — 1889 р.
Гейккі Паасонен  — 1898–1902 рр.
Альберт Гамаляйнен — 1908, 1909 та 1911 рр., вивчення звичаїв і традицій.
Армас Отто Вяйсянен — 1914 р., збірка народних мелодій.
- Марі

Волмарі Поркка — 1885–1886 рр.
Арвід Генец — 1887 р.
Гейккі Паасонен  — 1898–1902 рр.
Юрйо Йоосеппі Віхман — 1905-1906, Джулія Віхман вивчала фольклор.
Густав Джон Рамстедт — 1898-1900 рр.
Альберт Гамаляйнен —  1908, 1909 та 1911 рр., вивчення звичаїв і традицій.
- Анбур

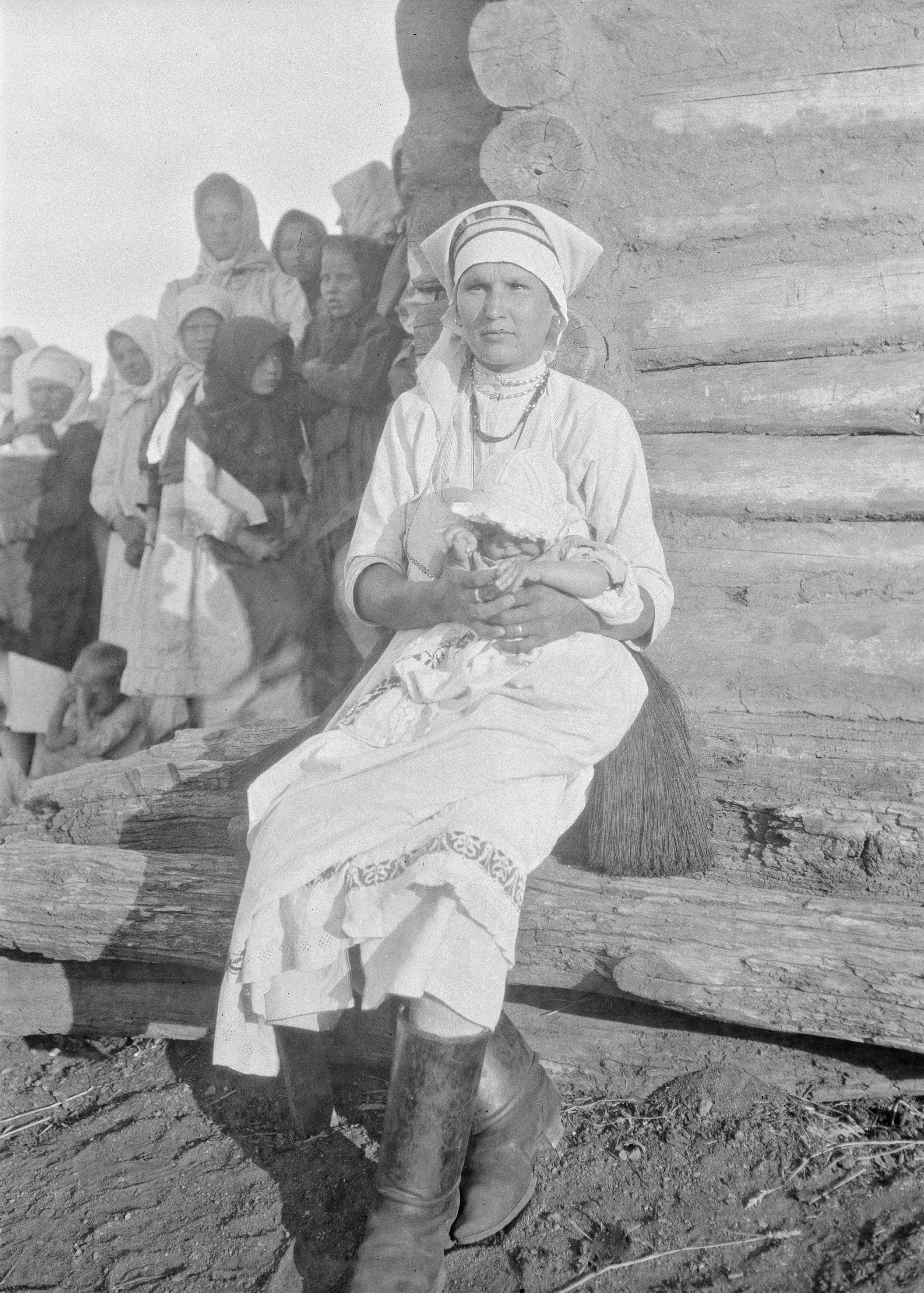
Молода ерзянка у святковому вбранні. Село Середньовка Бугурусланського повіту Самарської губ. Фото зроблене Армасом Вяйсененом під час експедиції в Поволжя — 1914 р.

Аксель Олай Гейкель та  Юліус Едвард Айліо — 1893 р., культурологія.
- Комі

Арвід Генец — 1889 р.
Юрйо Йоосеппі Віхман — 1901-1902 рр.
Ууно Тааві Сіреліус — 1907 р., етнографічні дослідження.
- Удмурти

Арвід Генец — 1889 р.
Юрйо Йоосеппі Віхман — 1891-1892 та 1894 рр.
Альберт Гамаляйнен — 1908, 1909 та 1911 рр., вивчення звичаїв і традицій.
Уно Гарва — 1911 р., релігієзнавство. 
- Саами

Карл Кустаа Яаккола — 1884, 1885, 1888 рр.
Карл Бернард Віклунд — 1888, 1891-1892 рр.
Август Вальдемар Коскімєс — 1886 р.
Франс Оймяа — 1900 р.
Конрад Ніельсен — 1903 р.
Тойво Іммануель Ітконен — 1912, 1914 рр., лінгвістичні та етнографічні дослідження.
- Ерзянська дівчина у весільному вбранні із головним убором сорокка (ерз. «sorokkaa»), який носять лише на весіллі і деякий час після нього. Фото зроблене Армасом Вяйсененом під час експедиції в Поволжя — 1914 р.

Мансі
Арвід Генец — 1887 р.

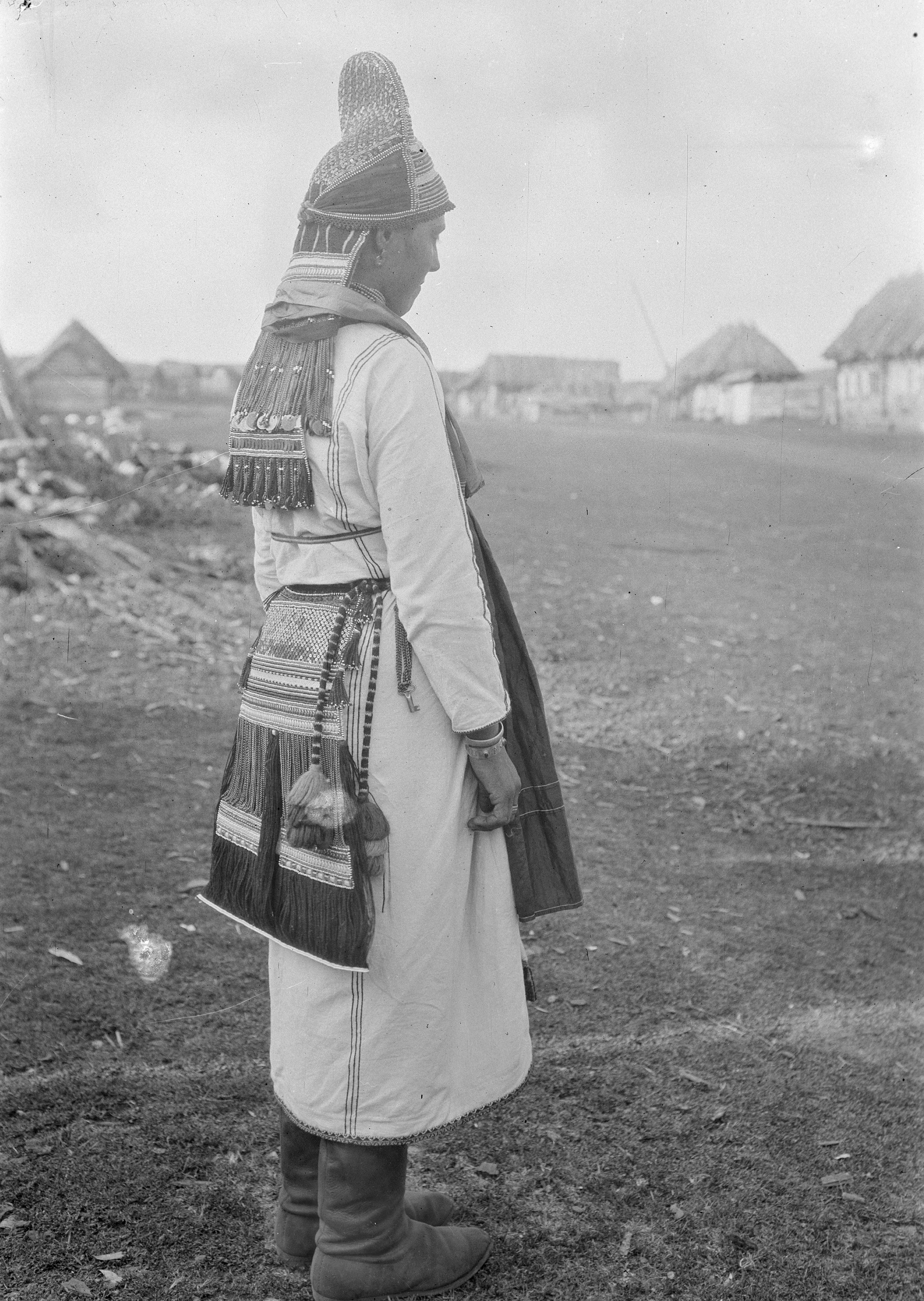
Ерзянська дівчина у весільному вбранні із головним убором сорокка (ерз. «sorokkaa»), який носять лише на весіллі і деякий час після нього. Фото зроблене Армасом Вяйсененом під час експедиції в Поволжя — 1914 р.

Ууно Тааві Сіреліус — 1899 р., етнографічні дослідження.
Юха Арттурі Канністо — 1901–1906 рр.
- Ханти

Арвід Генец — 1887 р.
Гейккі Паасонен  — 1898–1902 рр.
К.Ф. Карьялайнен — 1898-1902 рр.
Ууно Тааві Сіреліус — 1898-1899 рр., етнографічні дослідження.
- Самоїди

Тойво Лехтісало — 1911-1912, 1913-1914 рр.
Кай Донеер — 1911-1913 та 1914 рр.
- Фінські мови Балтійського моря

Юго Куйола — 1910 та 1911 рр. у графстві Аунус, 1912 р. у Тверській Карелії.
Юго Гейккі Кала та Еміль Нестор Сетяля — 1889, дослідження вепсів.
Лаурі Кеттунен — 1913 р.
Еміль Нестор Сетяля, Вільго Суоніо Сетяля, Еміль Арві Саарімаа — 1912 р., лінгвістичні та етнографічні дослідження.
Самулі Паулагарью — 1911 р., етнографічні об'єкти в Інгрії.
Оскар Каллас — 1892 р., етнографічні об'єкти в Естонії.
- Чуваші

Гейккі Паасонен  — 1898–1902 рр.
- Татари

Гейккі Паасонен  — 1898–1902 рр.
Ууно Тааві Сіреліус — 1899 рр., етнографічні дослідження.
- Кетська мова

Кай Доннер — 1911-1913 та 1914 роки
- Монголи та Монголія

Аксель Олай Гейкель — 1890-1891, древні тюркські гробниці.
Густав Джон Рамстедт — 1898-1900 та 1903-1905 рр.
Йоганнес Гарбіель Ганньо — 1906, 1907 та 1909 рр., античні дослідження.
Густав Джон Рамстедт і Сакарі Пялсі — 1909 р.
Густав Джон Рамстедт і Арво Сотавалта — 1912 р.
- Сибір

Айварі Валленіус — 1887 р., дослідження древніх пам'яток.
Йоганнес Рейнголь Аспелін — 1887 р. археологічні дослідження.
Йоганнес Рейнголь Аспелін — 1888 р., античні дослідження.
Йоганнес Рейнголь Аспелін та Аксель Олай Гейкель — 1889 р., вивчення пам'яток старовини.
Аксель Олай Гейкель — 1890-1891, древні тюркські гробниці.
- Туркестан

Отто Доннера — 1898, дослідження античних та природничих наук.